# Priapion fraissei
Priapion fraissei är en kräftdjursart som först beskrevs av Giard och Bonnier 1886.  Priapion fraissei ingår i släktet Priapion och familjen Entoniscidae. Inga underarter finns listade i Catalogue of Life.